# Roinville (Eure-et-Loir)
Roinville ist eine französische Gemeinde mit 582 Einwohnern (Stand: 1. Januar 2022) im Département Eure-et-Loir in der Region Centre-Val de Loire (bis 2015 Centre). Die Gemeinde gehört zum Arrondissement Chartres und zum 2012 gegründeten Gemeindeverband Chartres Métropole. Die Einwohner werden Roinvillois genannt.

## Geografie
Roinville liegt im Norden der Landschaft Beauce, 27 Kilometer östlich von Chartres und etwa 70 Kilometer südöstlich von Paris. Umgeben wird Roinville von den Nachbargemeinden Auneau-Bleury-Saint-Symphorien im Norden, Aunay-sous-Auneau im Osten, Saint-Léger-des-Aubées im Süden sowie Béville-le-Comte im Westen und Südwesten.

## Bevölkerungsentwicklung
| Jahr                      | 1962 | 1968 | 1975 | 1982 | 1990 | 1999 | 2006 | 2013 |
| Einwohner                 | 297  | 276  | 300  | 317  | 338  | 349  | 354  | 492  |
| Quelle: Cassini und INSEE |      |      |      |      |      |      |      |      |

## Sehenswürdigkeiten

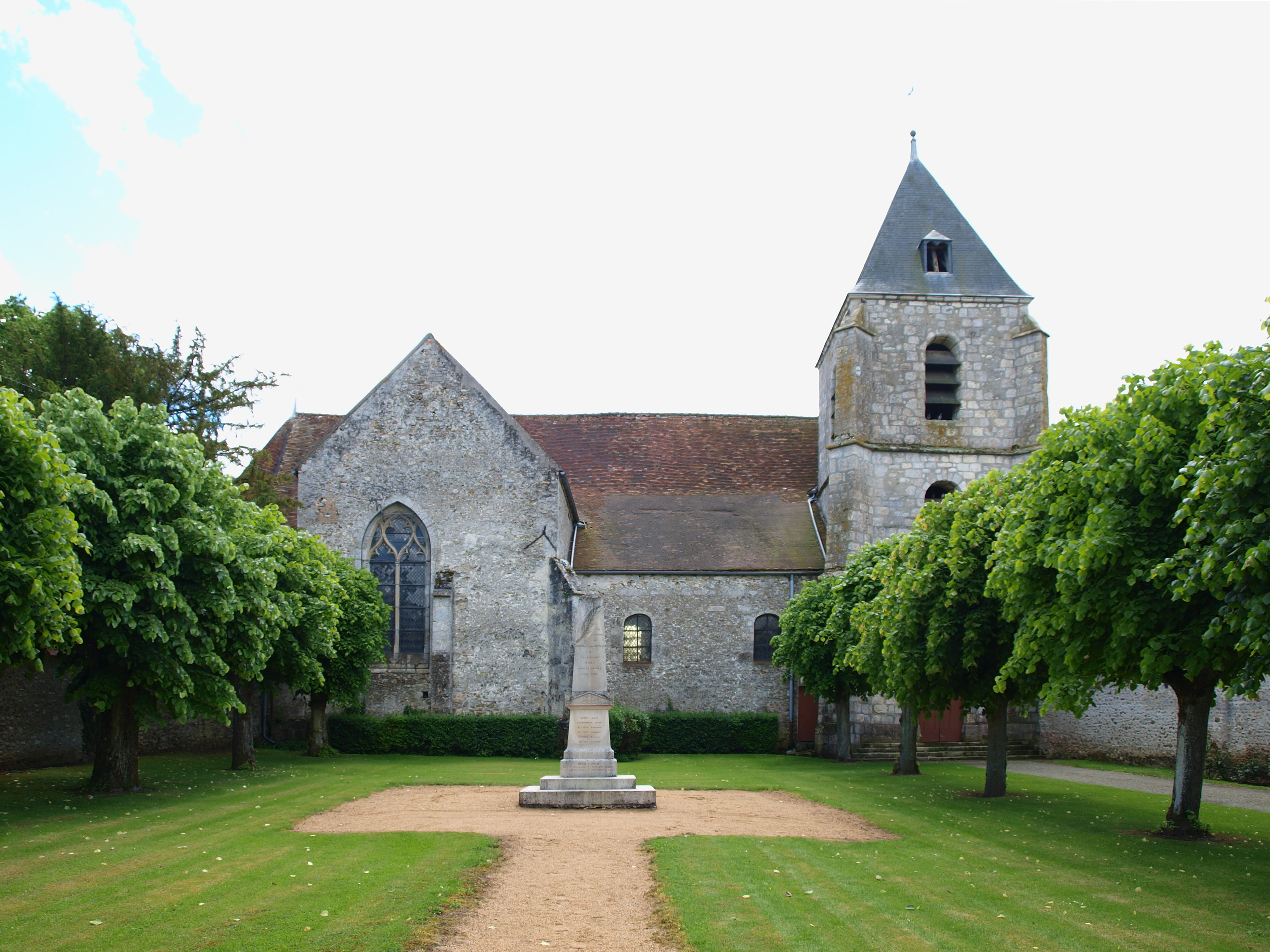
Kirche Saint-Georges

- Kirche Saint-Georges